# Het Spoorwegmuseum

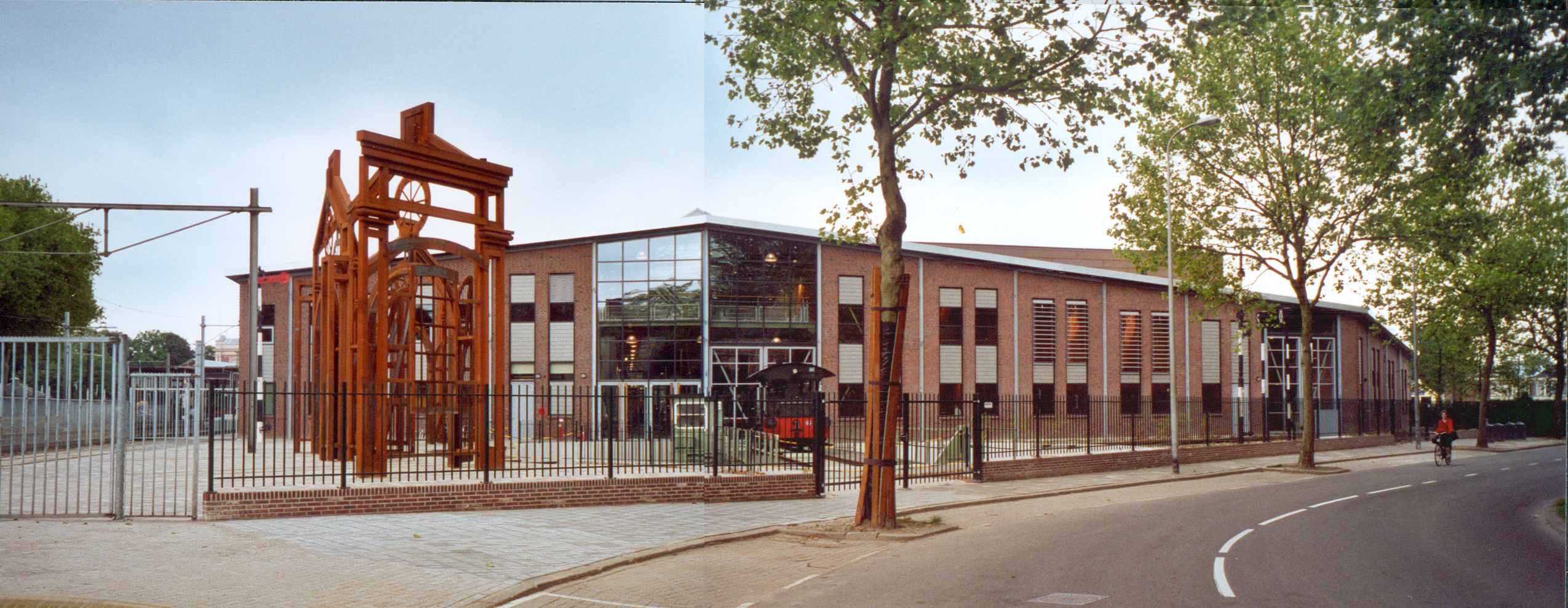
Voorzijde van de nieuwbouw (2005) van Het Spoorwegmuseum met industrieel karakter

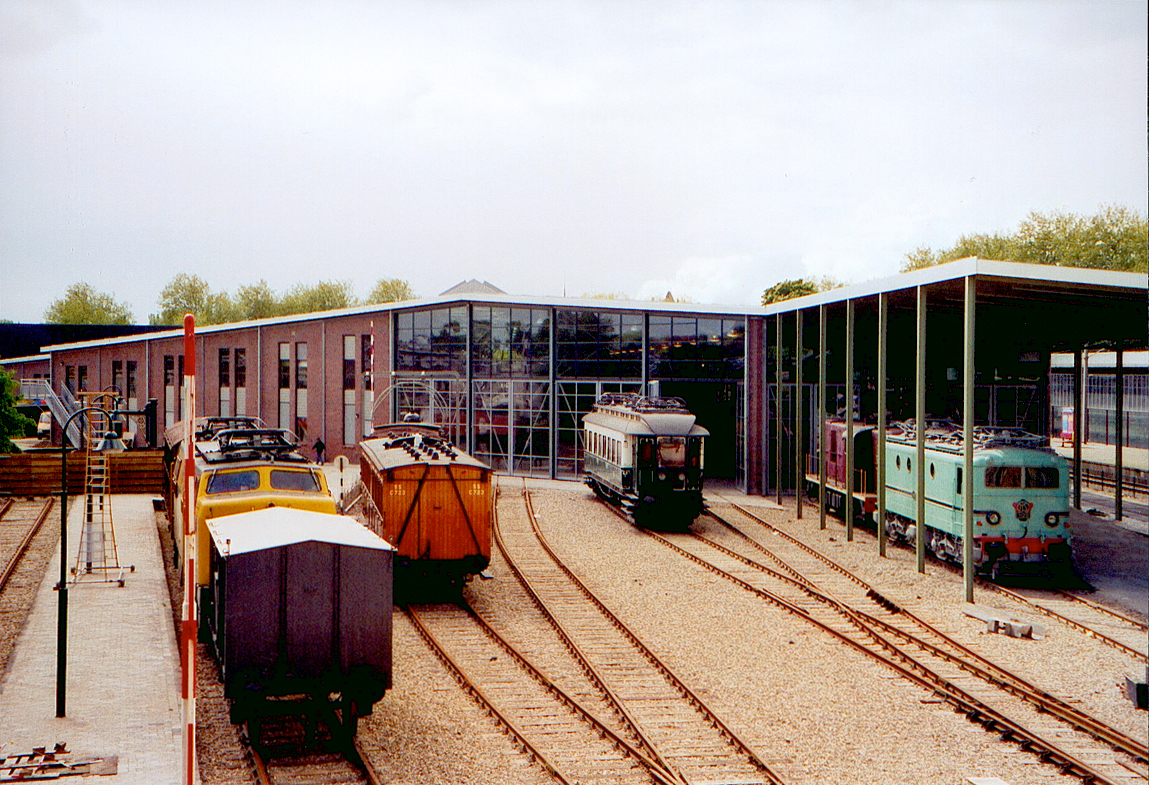
Achterzijde van de nieuwbouw met spoorlandschap

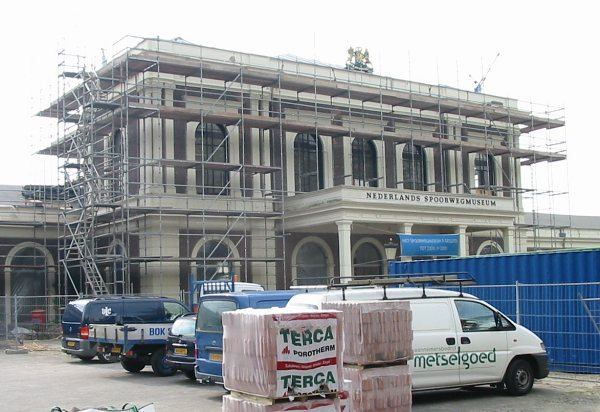
Verbouwing van het Nederlands Spoorwegmuseum in 2004

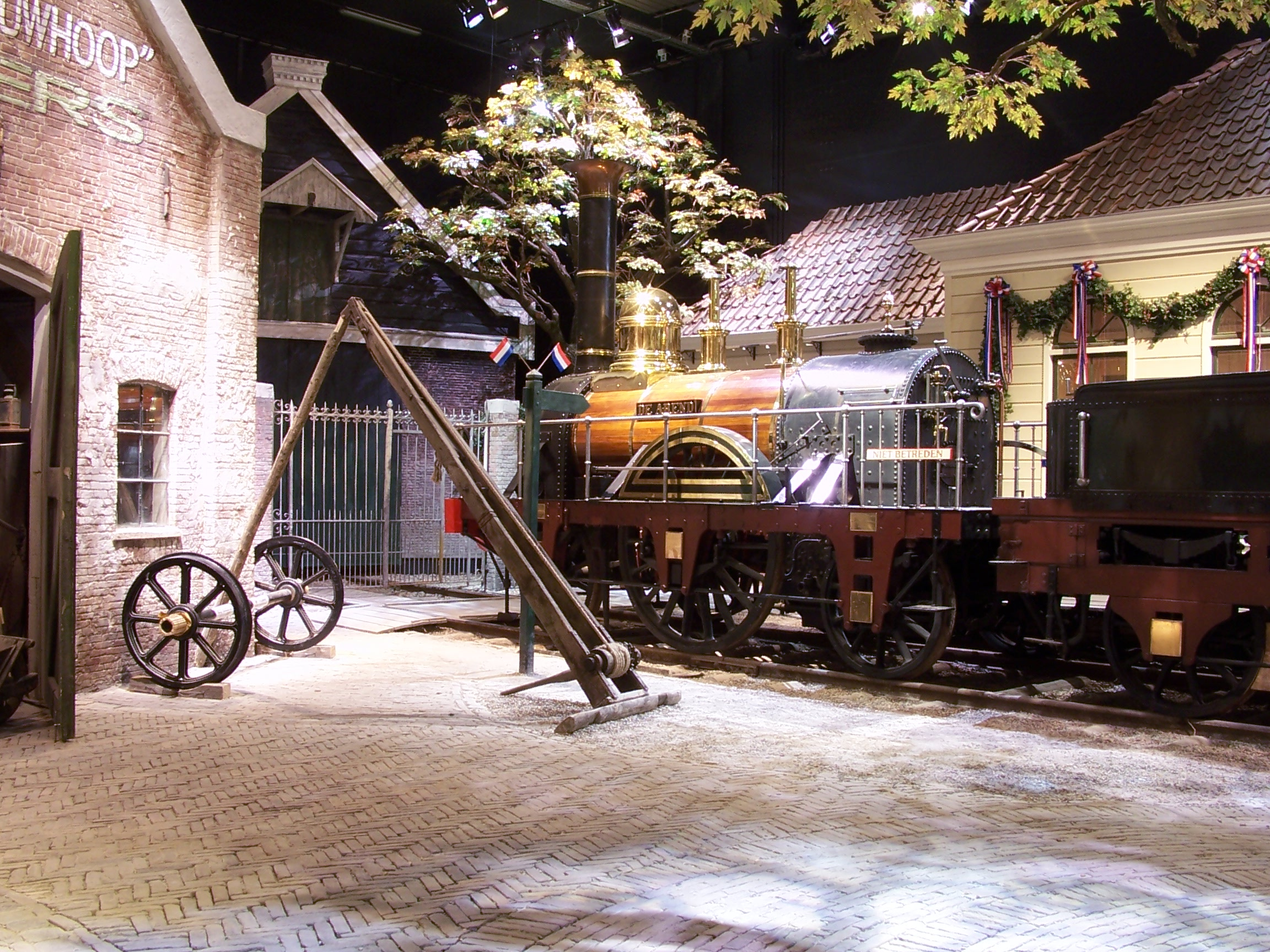
"De Grote Ontdekking"

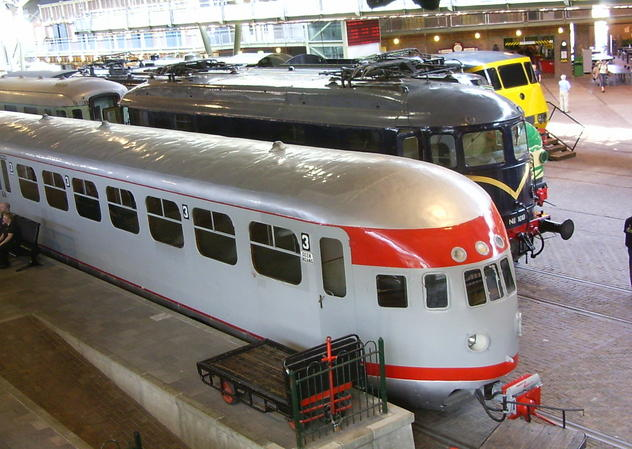
"De Werkplaats"

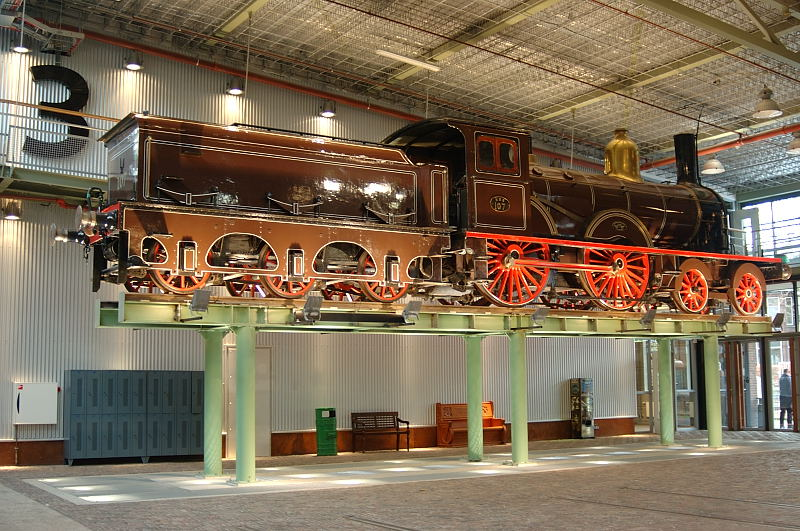
In "De Werkplaats", bij de entree van de nieuwbouw, is loc NRS 107 (NS 1604) ook van onderen te bezichtigen

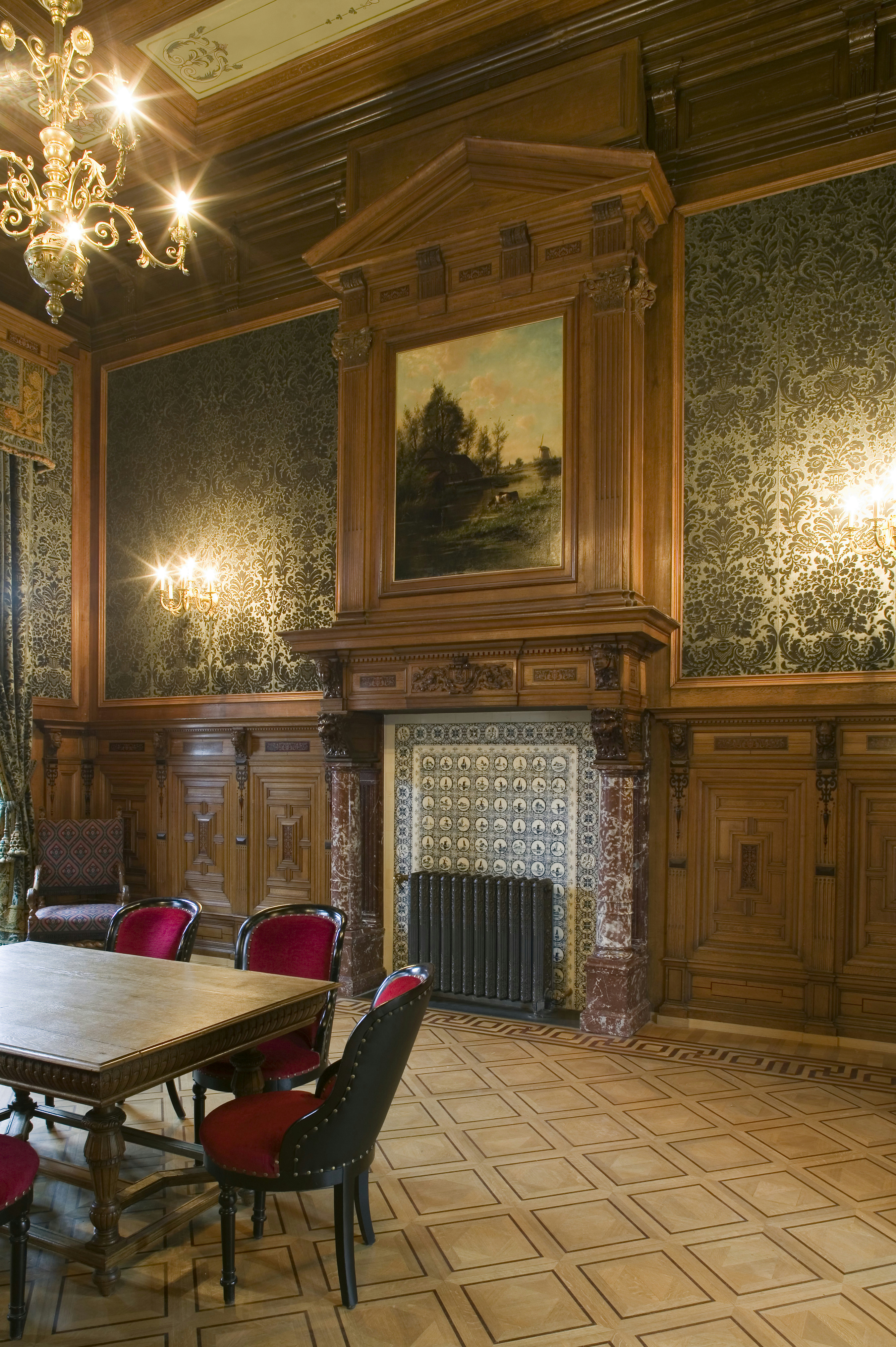
Interieur van de uit het voormalige station Den Haag Staatsspoor afkomstige Koninklijke Wachtkamer; 2006

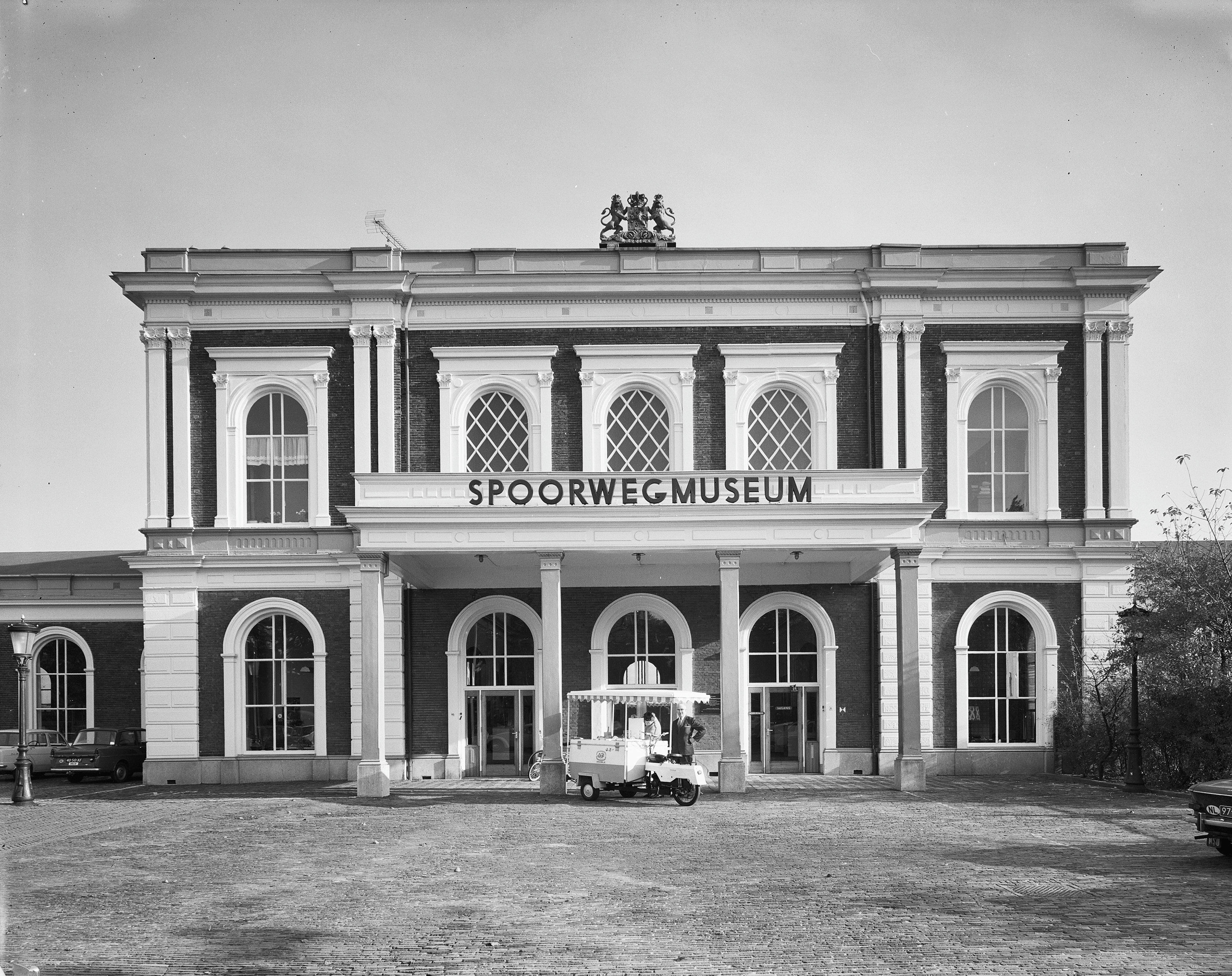
De entree tot het spoorwegmuseum in 1973.

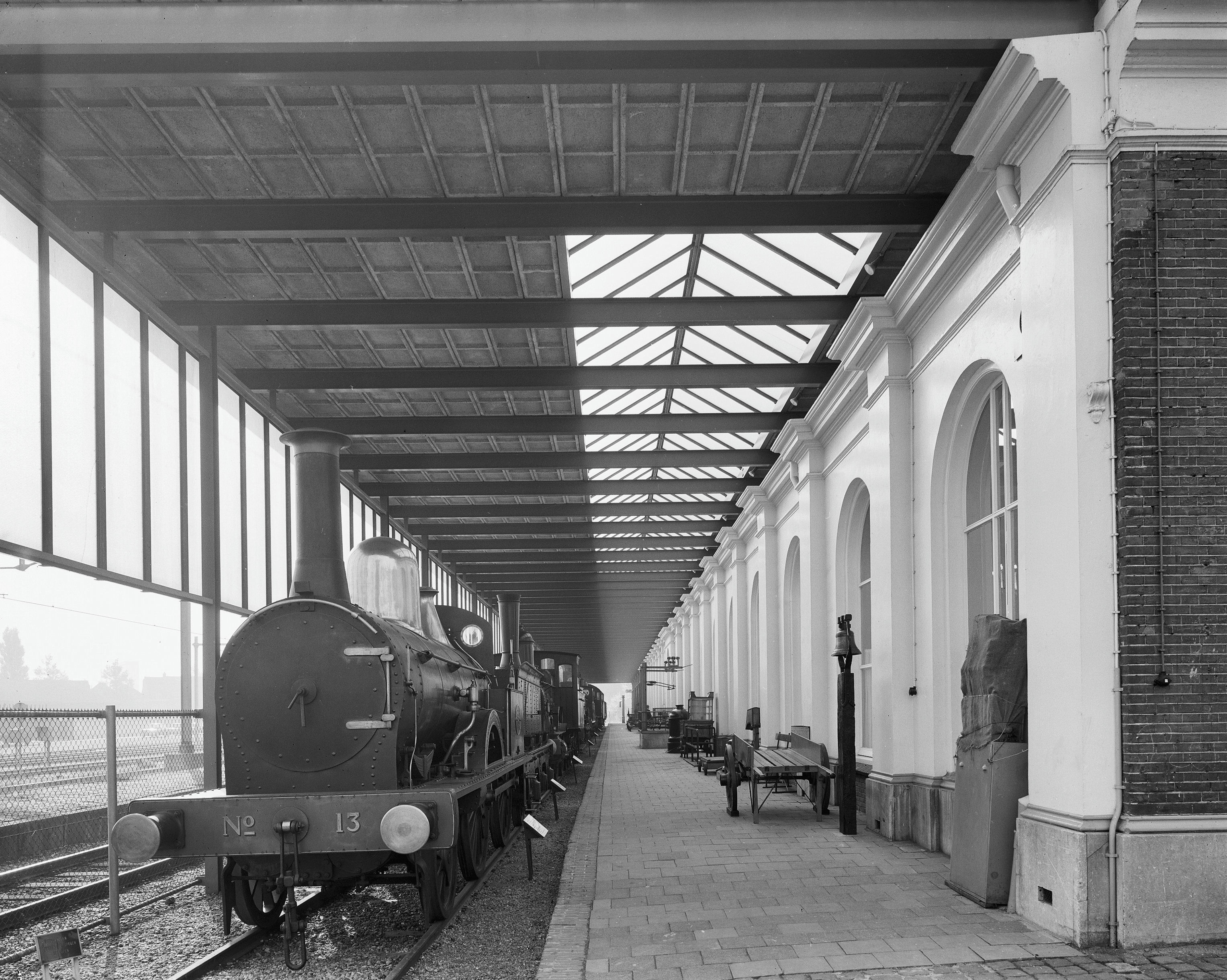
De lange rij locomotieven langs het eerste perron van het spoorwegmuseum in 1973.

Het Spoorwegmuseum, tot 2005 Nederlands Spoorwegmuseum (NSM), is sinds 1954 gevestigd in het in 1874 gebouwde Maliebaanstation aan de Oosterspoorweg in de stad Utrecht.

## Geschiedenis
Op 7 januari 1927 werd de Stichting Nederlandsch Spoorwegmuseum opgericht. De collectie werd ondergebracht in een nu verdwenen gebouw van de Nederlandse Spoorwegen in Utrecht, waar op 1 december 1928 het Nederlandsch Spoorwegmuseum officieel werd geopend. De collectie bevatte voornamelijk afbeeldingen, documentatie en spoorattributen. In 1935 verhuisde het museum naar NS-Hoofdgebouw I aan het Moreelsepark. In de jaren dertig werden de eerste initiatieven genomen tot behoud van oud spoorwegmaterieel van historisch belang. Als gevolg van de oorlogsomstandigheden ging een deel hiervan alsnog verloren.
Na het uitbreken van de Tweede Wereldoorlog was er in oktober 1941 geen ruimte meer voor een museum in Hoofdgebouw I. Een andere locatie werd gevonden in de oostvleugel van het Rijksmuseum te Amsterdam, waar de collectie vanaf 30 mei 1942 te bezichtigen was. In september 1944 moest het Rijksmuseum sluiten. Na de oorlog werd de collectie van het Nederlands Spoorwegmuseum in afwachting van het vinden van een nieuwe locatie opgeborgen op een bovenverdieping van het Amsterdamse Centraal Station.
In 1951 wees F.Q. den Hollander, toenmalig president-directeur van de NS, het in 1939 gesloten Maliebaanstation in Utrecht aan als nieuwe locatie voor het museum. Na verbouwing werd het museum op 5 november 1954 officieel geopend. Er was hier veel meer ruimte om de collectie aan het publiek te tonen, en historisch materieel kon op de sporen van het voormalige station opgesteld worden. Tot 2003 was de lange rij historische stoomlocomotieven langs het eerste perron het meest in het oog springende deel van deze collectie.

### Uitbreidingen en verbouwingen
In de jaren vijftig en zestig kwam ook het voorterrein vol te staan met rollend materieel, dat sterk te lijden had onder de weersomstandigheden. In 1975 werd op het achterterrein een perron met overkapping gebouwd; in 1977 kwam nog een uitbreiding met een tweede perron tot stand. Met een loopbrug over de nog in gebruik zijnde goederensporen kon het publiek het achterterrein bereiken. Het voorterrein werd ingericht als parkeerplaats.
In het stationsgebouw was in de rechtervleugel de historische afdeling ondergebracht en in de linkervleugel de moderne afdeling. Zeer tot de verbeelding spraken de brugmodellen uit de begintijd van de spoorwegen en de modellen van diverse treintypen. Voorts waren er schilderijen, prenten en attributen te bezichtigen. Rond 1980 werd de linkervleugel heringericht om ook de nieuwste ontwikkelingen te kunnen tonen. Zo werd er onder andere een Sprinterkop opgesteld als toenmalige smaakmaker. De Sprinterkop was, in de zaal, geplaatst in een korte spoorbedding en aan een kort stuk perron om het geheel realistisch te doen overkomen. Vanuit de cabine kon naar een filmdoek in de zaal worden gekeken zodat, vanuit de cabine gezien, een treinrit werd gesimuleerd. Deze Sprinterkop bevindt zich tegenwoordig, zonder de beschreven entourage, in een rustiger deel van het museum.
In 1988-'89 vond een grote verbouwing plaats, niet geheel toevallig werd het toen vernieuwde museum opgeleverd in het jaar waarin de NS het 150-jarig bestaan van de spoorwegen in Nederland vierden. De inrichting van het stationsgebouw werd geheel vernieuwd en volgens de toen moderne inzichten ingericht. De twee opvallendste elementen waren de enorme filmzaal in de centrale hal (deze was als een gekantelde kubus in de hal geplaatst) en de loopbrug die vanaf de rechtervleugel via de centrale hal uitkwam in de linkervleugel. Deze loopbrug maakte onderdeel uit van een vaste looproute waarin de ontwikkelingen van de spoorwegen in chronologische volgorde werden uitgebeeld. In de rechtervleugel stond daarom een trekschuit als voorloper van de trein, in de linkervleugel eindigde de route met een blik op de toekomst: in die tijd hield dat een vooruitblik in op de komst van de hogesnelheidstreinen in Nederland zoals de ICE en de TGV. Deze inrichting heeft tot 2003 bestaan. Het korte rechte modelspoor van de turquoise locomotief van de serie 1100 die dankzij spiegeleffecten onder de vloer te volgen is, is een overgebleven item uit die periode (te zien in de linkervleugel van het gebouw). Ook het achterterrein werd meer bij het museum getrokken en nieuw ingericht met een spoorlandschap. Het was nu mogelijk om rondjes te rijden, zowel op schaal als op ware grootte. Ook werden enkele gebouwtjes opgesteld, zoals het seinhuis uit Hoogezand-Sappemeer en een overweghuisje uit Elst (Gelderland). Ook een van de oudste Nederlandse spoorbrugjes (uit Halfweg) was hier aanwezig. Voorts werd een pendeldienst ingesteld tussen het Utrechtse Centraal Station en Station Maliebaan (aanvankelijk via Lunetten, later via Blauwkapel).
Een toevoeging uit de jaren negentig is de goederenloods van 1881 uit Nijverdal, waar onder andere een restaurant in kwam, en het nieuwe gebouw op het achterterrein met een grote modelspoorbaan waarin kinderen konden meerijden. Ook werd de Holland Rail Show in 1998 in gebruik genomen (in het toen nieuwe gebouw bevindt zich tegenwoordig De Vuurproef). De Holland Rail Show was een combinatie van een uitgebreide modelspoorbaan en een multimedia show waarbij de toen nieuwe Thalys in het middelpunt stond. De in de loop der jaren gegroeide materieelcollectie werd in de jaren negentig voor een groot deel gerestaureerd en voor een deel in rijvaardige toestand gebracht. Stalling (gedeeltelijk) in de open lucht deed deze treinen geen goed. Daarom werd ernaar gestreefd een geheel overdekte museumruimte te bouwen.

### Verbouwing 2003
In 2002 werd onder directeur Paul van Vlijmen besloten het museum opnieuw ingrijpend te verbouwen. Het stationsgebouw uit 1874 werd na de sluiting in september 2003 weer geheel leeggehaald en nu grotendeels teruggebracht in de 19e-eeuwse staat, aangevuld met de Koninklijke wachtkamer afkomstig uit het in 1973 gesloopte station Den Haag Staatsspoor. De restauratiearchitect was Leo Wevers van Bureau Vlaardingerbroek & Wevers te Utrecht.
Onderdelen van het stationsgebouw:
- Stationshal
- Bestelgoederengang
- Restauratiezaal
- Wachtkamer 3e klasse
- Wachtkamer 1e en 2e klasse
- Koninklijke wachtkamer

Het achterterrein, met de voormalige rangeerterreinen en werkplaatsen van de NS, werd ook voor het grootste deel ontruimd en geheel nieuw ingericht. Er kwam een groot nieuw museumgebouw met het industriële karakter van een 19e-eeuwse spoorwerkplaats. Het nieuwe gebouw, ontworpen door architect Gert-Jan de Jong van Arc2 architecten te Almere, biedt onderdak aan de gehele collectie aan treinen en locomotieven van het museum.
Het landschap rond het gebouw is vormgegeven als een spoorlandschap waarin diverse publieke functies een plek hebben gekregen. Zo is er onder meer een terras aanwezig, een kinderspeelplaats, de jumbo-express, een draaischijf, een labyrint met oude stationsbeelden en een evenemententerrein. Nabij het bestaande seinhuis uit Hoogezand-Sappemeer is tevens een watertoren geplaatst.
Onderdelen van het nieuwe gebouw:
- Bedrijfsschool en foyer
- Theater
- De Werkplaats
- De Remise
- Centrale
- Werelden met exposities
- Open depots
- Bibliotheek
- Museumwinkel
- Modelzolder
- Enkele kantoren

### Breedspoor
Op het terrein ligt sinds 2005 ook een stuk breedspoor van 1945 mm voor locomotief De Arend. In het kader van het 175-jarig bestaan van de spoorwegen in Nederland is dit breedspoor op 19 juli 2014 verlengd op het spooremplacement. Dit breedspoor is grotendeels als drierailig spoor aangelegd en biedt de mogelijkheid bij bijzondere gelegenheden met het aanwezige breedspoormaterieel te rijden.

### Museumformule
In het voorjaar van 2005 werd door Het Spoorwegmuseum een geheel nieuwe museumformule gepresenteerd. De formule is geïnspireerd op de wetenswaardigheid dat men het station in de negentiende eeuw ook wel de poort naar de wereld noemde. Het station werd ervaren als het beginpunt van een ontdekkingsreis.
In Het Spoorwegmuseum maakt de bezoeker via verschillende Werelden een reis door de geschiedenis. De werelden vertegenwoordigen elk een belangrijke tijdspanne in de ontwikkeling van het spoor ingedeeld in historisch, maatschappelijk, romantisch of technologisch opzicht. De werelden 1, 3 en 5 zijn hierbij ingericht als pretparkattractie zoals een walkthrough (wereld 1), darkride (wereld 3) en simulator (wereld 5).
- Wereld 1 - Zwarte Magie 1800-1850: De Grote Ontdekking
- Wereld 2 - La belle époque 1860-1900: Droomreizen (de hoogtijdagen van de internationale treinen rond 1900)
- Wereld 3 - Modern Times 1918-1945: Stalen Monsters
- Wereld 4 - Op weg naar vandaag 1950-2005: De Werkplaats (de grote hal met treinen)
- Wereld 5 - 1800-toekomst: De Vuurproef

De presentatie is veel meer dan vroeger sterk gericht op het vermaken van een groot publiek met kinderen en voor personeelsfeestjes etc. De inhoudelijke kant van het museum is daar ondergeschikt aan gemaakt. De collectie is een soort achtergrond hiervoor. Dit geldt ook voor de schilderijen, prenten en attributen. De achtergrondinformatie staat vermeld in de museumgids. De museumgids is te koop bij de kassa van Het Spoorwegmuseum. Verder lopen er 'eduTRAINers' rond in het museum om de bezoekers te informeren over de collectie.
Er is veel aandacht besteed aan de aankleding met decorstukken. Er is duidelijk een keuze gemaakt van 'van alles een beetje' om een groot publiek te vermaken. Dat deze doelstelling bereikt is, blijkt uit de na de heropening in juni 2005 sterk gestegen bezoekersaantallen.
In december 2013 werd spoor 1, langs het stationsgebouw, van bovenleiding voorzien, zodat elektrische (pendel)treinen ook van hier kunnen vertrekken en aankomen.
In het voorjaar van 2016 wordt Wereld 4 samen met het museumrestaurant vernieuwd.

### Pretparkattracties
- De Grote Ontdekking is ingericht als walkthrough. Na het verlaten van de mijnlift wandelen bezoekers door een replica van een Brits dorp en worden zij hierbij begeleid door een audiotour.
- Stalen Monsters is ingericht als darkride, een attractietype dat vaak alleen te vinden is in grote attractieparken, aangezien de onderhoudskosten van een darkride hoog op kunnen lopen. Bezoekers nemen plaats in een voertuig gedecoreerd als mijntrein en worden langs verschillende scènes geleid die te maken hebben met de spoorwegen in de periode 1918 tot en met 1945.
- De Vuurproef is een virtuele reis door bijna twee eeuwen treingeschiedenis door middel van een interactieve show en simulator. Tijdens deze reis wordt in beeld gebracht wat de komst van de trein voor de wereld heeft betekend. Daarbij komen de ingrijpende maatschappelijke en economische veranderingen, de ontwikkelingen die de trein onderging, de aansprekende momenten in de spoorweggeschiedenis en de rol die de trein tegenwoordig speelt aan bod.

## Collectie spoorwegmaterieel
Het Spoorwegmuseum beschikt over een grote en gevarieerde collectie rollend materieel. Het museum bezit ruim 120 voertuigen. De materieelcollectie is te groot om op de toch nog beperkte ruimte geheel getoond te worden. Daarom is een groot deel van de collectie tramrijtuigen in het afgelopen decennium afgestoten en een deel van het spoorwegmaterieel is elders in depot ondergebracht of in bruikleen bij museumspoorlijnen. Het wel aanwezige materieel staat niet meer zoals vroeger soort bij soort maar vrij willekeurig door elkaar. Regelmatig wordt van plaats gewisseld, zodat telkens een andere opstelling getoond wordt. Een aantal voertuigen is rijvaardig en wordt regelmatig gebruikt voor bijzondere ritten, zoals de Heimwee Express (2007-2015). Het materieel waarvoor in Utrecht geen ruimte is, is opgeslagen in de Wagenwerkplaats Blerick. Hier kan ook onderhoudswerk aan het materieel worden verricht.
De collectie rollend materieel bevat onder meer stoomlocomotieven, elektrische locomotieven, locomotoren, diesellocomotieven, motorrijtuigen, treinstellen, rijtuigen, goederenwagons en enkele trams.

## Materieeloverzicht
| Maatschappij en nummer                          | Tractie            | Naam en bijzonderheden                                               | Bouwjaar en fabriek                                                               | Monumentenregister en opmerkingen | Afbeelding |
| ----------------------------------------------- | ------------------ | -------------------------------------------------------------------- | --------------------------------------------------------------------------------- | --- | ---------- |
| Locomotieven                                    |                    |                                                                      |                                                                                   | |            |
| Loc HIJSM De Arend                              | Stoom              | Naam: De Arend; Replica, naar origineel uit 1839                     | 1938; NS-Werkplaats, Zwolle (NL)                                                  | – |            |
| Loc SS 13; NS 705                               | Stoom              | Bijnaam: De Bril; Oudste nog bestaande stoomlocomotief in Nederland  | 1865; Beyer, Peacock and Company, Manchester (GB)                                 | A-status |            |
| Loc HSM 89; NS 1010                             | Stoom              | Naam: Nestor, Bijnaam: Tiender                                       | 1880; A. Borsig, Berlin-Tegel (D)                                                 | A-status |            |
| Loc SS 326; NS 1326                             | Stoom              | Bijnaam: Grote Groene                                                | 1881; Beyer Peacock & Co, Manchester (GB)                                         | A-status |            |
| Loc RSTM 2                                      | Stoom              | Oudste nog bestaande tramlocomotief                                  | 1881; Merryweather & Sons, Londen (GB)                                            | A-status. Sinds 1 juli 2017 in bruikleen bij de SHM                                                                                               |            |
| Loc NRS 107; NS 1604                            | Stoom              | Bijnaam: Rhijnboog                                                   | 1889; Sharp Stewart & Co, Glasgow (GB)                                            | A-status |            |
| Loc SS 731; NS 3737                             | Stoom              | Bijnaam: Jumbo; de laatste dienstdoende stoomloc bij NS in 1958      | 1911; Werkspoor, Amsterdam (NL)                                                   | A-status |            |
| Loc HSM 504; NS 2104                            | Stoom              | Bijnaam: Blikken Tinus                                               | 1914; Berliner Maschinenbau AG, Berlin (D)                                        | A-status |            |
| Loc SSJ 1622                                    | Stoom              | Bijnaam: Sri Gunung, Bergkoningin; smalspoorloc van Java (NOI)       | 1928; Werkspoor, Amsterdam (NL)                                                   | A-status |            |
| Loc NS 6317                                     | Stoom              | Bijnaam: De Beul; grootste tenderloc van de NS                       | 1931; Berliner Maschinenbau AG, Berlin (D)                                        | A-status |            |
| Loc WD 73755; NS 5085                           | Stoom              | Bijnaam: Longmoor                                                    | 1945; North British Locomotive Co. (GB)                                           | A-status |            |
| Locomotor NS 103                                | Diesel-hydraulisch | Bijnaam: Oersik                                                      | 1930; Berliner Maschinenbau AG, Berlin (D)                                        | C-status |            |
| Locomotor NS 137                                | Diesel-hydraulisch | Bijnaam: Oersik                                                      | 1932; Werkspoor, Amsterdam (NL)                                                   | C-status |            |
| Locomotor NS 210                                | Diesel-elektrisch  | Bijnaam: Sik; voorzien van houtgasgenerator                          | 1934; Werkspoor, Amsterdam (NL)                                                   | C-status. In 2017-2019 in bruikleen van Stichting De Locomotor                                                                                    |            |
| Locomotor NS 311                                | Diesel-elektrisch  | Bijnaam: Sik                                                         | 1940; Werkspoor, Amsterdam (NL)                                                   | C-status |            |
| Locomotor NS 345                                | Diesel-elektrisch  | Bijnaam: Sik                                                         | 1950; Werkspoor, Amsterdam (NL)                                                   | C-status |            |
| Locomotor NS 362                                | Diesel-elektrisch  | Bijnaam: Kraansik                                                    | 1951; Werkspoor, Amsterdam (NL)                                                   | C-status |            |
| Loc WD 70269; NS 508                            | Diesel-elektrisch  | Bijnaam: Hippel / Bakkie                                             | 1944; London-Midland and Scottish Railway, Derby (GB)                             | A-status |            |
| Loc NS 512                                      | Diesel-elektrisch  | Bijnaam: Hippel / Bakkie                                             | 1954; Dick Kerr Works, Preston (GB)                                               | C-status |            |
| Loc NS 629                                      | Diesel-elektrisch  | Bijnaam: Hippel / Bakkie                                             | 1956; Dick Kerr Works, Preston (GB)                                               | – |            |
| Loc NS 673 (ex-NS 605)                          | Diesel-elektrisch  | Bijnaam: Hippel / Bakkie                                             | 1955; Dick Kerr Works, Preston (GB)                                               | – |            |
| Loc NS 2215                                     | Diesel-elektrisch  | –                                                                    | 1955; Allan, Rotterdam (NL)                                                       | C-status |            |
| Loc NS 2264                                     | Diesel-elektrisch  | –                                                                    | 1956; Allan, Rotterdam (NL)                                                       | C-status |            |
| Loc NS 2498                                     | Diesel-elektrisch  | –                                                                    | 1956; Alsthom, Belfort (F)                                                        | C-status |            |
| Loc NS 1010                                     | Elektrisch         | –                                                                    | 1949; Werkspoor, Utrecht (NL)                                                     | A-status |            |
| Loc NS 1107                                     | Elektrisch         | –                                                                    | 1951; Alsthom, Belfort (F)                                                        | C-status |            |
| Loc NS 1125                                     | Elektrisch         | –                                                                    | 1951; Alsthom, Belfort (F)                                                        | A-status. Van 1989 tot 2016 in uitvoering als 1122                                                                                                |            |
| Loc NS 1201                                     | Elektrisch         | –                                                                    | 1951; Heemaf, Hengelo (NL); Werkspoor, Utrecht (NL); Baldwin, Philadelphia (VS)   | Vanaf 2016 in bruikleen van Stichting Klassieke Locomotieven                                                                                      |            |
| Loc NS 1202                                     | Elektrisch         | –                                                                    | 1951; Heemaf, Hengelo (NL); Werkspoor, Utrecht (NL); Baldwin, Philadelphia (VS)   | A-status |            |
| Loc NS 1211                                     | Elektrisch         | –                                                                    | 1951; Heemaf, Hengelo (NL); Werkspoor, Utrecht (NL); Baldwin, Philadelphia (VS)   | C-status. In bruikleen in Bahnpark Augsburg (D)                                                                                                   |            |
| Loc NS 1302                                     | Elektrisch         | Naam: Woerden                                                        | 1952; Alsthom, Belfort (F)                                                        | B-status |            |
| Loc NS 1312                                     | Elektrisch         | Naam: Zoetermeer                                                     | 1956; Alsthom, Belfort (F)                                                        | C-status |            |
| Loc NS 1501                                     | Elektrisch         | Naam: Diana                                                          | 1954; Metropolitan-Vickers, Manchester (GB)                                       | B-status. Vanaf 1 juli 2020 geëxposeerd in bruikleen van Stichting Klassieke Locomotieven en op 17 juni 2021 overgedragen aan het Spoorwegmuseum. |            |
| Loc NS 1656                                     | Elektrisch         | Naam: Hoogeveen                                                      | 1983; Alsthom, Belfort (F)                                                        | – |            |
| Loc NS 1768                                     | Elektrisch         | Naam: Akkrum                                                         | 1993; Alsthom, Belfort (F)                                                        | – |            |
| Motorrijtuigen en Treinstellen                  |                    |                                                                      |                                                                                   | |            |
| Motorrijtuig ZHESM 6; NS BC 9911                | Elektrisch         | –                                                                    | 1908; Beijnes, Haarlem (NL)                                                       | A-status |            |
| Motorrijtuig NS BD 9107                         | Elektrisch         | Mat '24; Bijnaam: Blokkendoos                                        | 1927; Beijnes, Haarlem (NL)                                                       | A-status |            |
| Stuurstandrijtuig NS Ces 8104                   | –                  | Mat '24; Bijnaam: Blokkendoos                                        | 1928; Werkspoor, Utrecht (NL)                                                     | A-status |            |
| Tussenrijtuig NS Cecr 8553                      | –                  | Mat '24; Bijnaam: Blokkendoos                                        | 1931; Werkspoor, Utrecht (NL)                                                     | B-status. Middelste rijtuig van de Museumblokkendoostrein.                                                                                        |            |
| Motorrijtuig NS C 9410                          | Elektrisch         | Mat '24; Bijnaam: Blokkendoos                                        | 1928; Beijnes, Haarlem (NL)                                                       | In bruikleen bij SKL (Katwijk) |            |
| Motorrijtuig NS mC 9014                         | Elektrisch         | Mat '24; Bijnaam: Blokkendoos                                        | 1928; Beijnes, Haarlem (NL)                                                       | C-status. Dit rijtuig ging in 2005 naar STAR |            |
| Motorrijtuig NS mP 3031                         | Elektrisch         | Bijnaam: Motorpost                                                   | 1966; Werkspoor, Utrecht (NL)                                                     | B-status |            |
| Treinstel NS 27                                 | Diesel-elektrisch  | Bijnaam: Diesel 3                                                    | 1934; Beijnes, Haarlem (NL); Werkspoor, Utrecht (NL)                              | A-status |            |
| Motorrijtuig NS 20                              | Diesel-elektrisch  | Bijnaam: Kameel                                                      | 1954; Allan, Rotterdam (NL)                                                       | B-status |            |
| Motorrijtuig NS 41                              | Diesel-elektrisch  | Plan X; bijnaam: Blauwe Engel                                        | 1954; Allan, Rotterdam (NL)                                                       | A-status |            |
| Treinstel NS 114                                | Diesel-elektrisch  | Plan U; bijnaam: Rode Duivel                                         | 1960; Werkspoor, Utrecht (NL)                                                     | A-status, in 2025 overgedragen aan de Stichting 2454 CREW                                                                                         |            |
| Treinstel NS 3426                               | Diesel-hydraulisch | DM '90; bijnaam: Buffel                                              | 1997; Talbot, Aken (D)                                                            | – |            |
| Treinstel NS 252                                | Elektrisch         | Mat '36; bijnaam: Stroomlijnmaterieel                                | 1938; Werkspoor, Utrecht (NL)                                                     | A-status |            |
| Treinstel NS P 8502                             | –                  | Pec; bijnaam: Stroomlijnpostrijtuig                                  | 1938; Werkspoor, Utrecht (NL)                                                     | A-status |            |
| Treinstel NS 273                                | Elektrisch         | Mat '46; Plan C; bijnaam: Muizeneus                                  | 1952; Werkspoor, Utrecht (NL)                                                     | A-status |            |
| Treinstel NS 386                                | Elektrisch         | Mat '54; Plan Q; bijnaam: Hondekop                                   | 1962; Werkspoor, Utrecht (NL)                                                     | B-status |            |
| Treinstel NS 876                                | Elektrisch         | Mat '64; Plan V; bijnaam: Apekop                                     | 1972; Talbot, Aken (D)                                                            | – |            |
| Treinstel NS 2133                               | Elektrisch         | SGMm; Plan Y; bijnaam: Sprinter                                      | 1979, Talbot, Aken (D)                                                            | – |            |
| Treinstel NS 4011                               | Elektrisch         | ICMm; Plan Z; bijnaam: Koploper                                      | 1983, Talbot, Aken (D)                                                            | – |            |
| Rijtuigen en trams                              |                    |                                                                      |                                                                                   | |            |
| HIJSM 4                                         | –                  | Diligence; Replica, naar origineel uit 1839; Breedspoor              | 1938; NS-Werkplaats, Zwolle (NL)                                                  | – |            |
| HIJSM 8                                         | –                  | Char à Bancs; Replica, naar origineel uit 1839; Breedspoor           | 1938; NS-Werkplaats, Zwolle (NL)                                                  | – |            |
| HIJSM 10                                        | –                  | Wagon; Replica, naar origineel uit 1839; Breedspoor                  | 1938; NS-Werkplaats, Zwolle (NL)                                                  | – |            |
| HIJSM Salonrijtuig 1                            | –                  | Koninklijk rijtuig - Anna Paulowna; Replica, naar origineel uit 1864 | 2010; Kloosterboer, Purmerend (NL)                                                | – |            |
| SS C 218; NS 177007                             | –                  | Coupérijtuig; bijnaam: Koekblik; oudst bewaarde personenrijtuig      | 1874; Beijnes, Haarlem (NL)                                                       | A-status |            |
| STM 16                                          | –                  | Paardentramrijtuig                                                   | 1891; Beijnes, Haarlem (NL)                                                       | A-status |            |
| NCS B 119; NS B 1814                            | –                  | Locaalspoorrijtuig                                                   | 1904; Werkplaats NCS, Utrecht (NL)                                                | A-status |            |
| HSM C 755; NS C 5055                            | –                  | Coupérijtuig; bijnaam: Schapenhok                                    | 1907; Werkspoor, Amsterdam (NL)                                                   | A-status |            |
| WLB 302; 42                                     | –                  | Lokaalspoorrijtuig                                                   | 1908; Waggonfabrik Ringhoffer, Praag (OH)                                         | – |            |
| WLB 304; 44                                     | –                  | Lokaalspoorrijtuig                                                   | 1908; Waggonfabrik Ringhoffer, Praag (OH)                                         | – |            |
| SS C 723; NS C 4723                             | –                  | Coupérijtuig                                                         | 1910; Werkspoor, Amsterdam (NL)                                                   | A-status |            |
| CIWL WR 2287                                    | –                  | Restauratierijtuig                                                   | 1911; Fegyver- és Gépgyár, Győr (Ungarische Waggon- und Maschinenfabrik, Raab (H) | – |            |
| NS Sr 8                                         | –                  | Koninklijk rijtuig - Prins Bernhard                                  | 1932; Werkspoor, Amsterdam (NL)                                                   | B-status |            |
| NS Sr 9                                         | –                  | Koninklijk rijtuig - Koningin Juliana                                | 1933; Werkspoor, Amsterdam (NL)                                                   | B-status |            |
| NS Sr 10                                        | –                  | Koninklijk rijtuig - Koningin Beatrix, Koning Willem-Alexander       | 1993; Talbot, Aken (D)                                                            | – |            |
| CIWL WR 4249                                    | –                  | Restauratierijtuig; Bijnaam: Blauwe Roemeen                          | 1943; Astra, Arad (R)                                                             | B-status |            |
| NS AB 7709                                      | –                  | Plan D                                                               | 1950; Werkspoor, Utrecht (NL)                                                     | B-status |            |
| NS RD 7659                                      | –                  | Plan D                                                               | 1951; Beijnes, Haarlem (NL)                                                       | A-status |            |
| NS P 7920                                       | –                  | Plan C                                                               | 1952; Allan, Rotterdam (NL)                                                       | B-status |            |
| NS CKD 6910                                     | –                  | Plan E                                                               | 1955; Beijnes, Haarlem (NL)                                                       | – |            |
| NS C 6703                                       | –                  | Plan E                                                               | 1956; Werkspoor, Utrecht (NL)                                                     | A-status |            |
| NS AB 7376                                      | –                  | Plan K                                                               | 1958; Beijnes, Haarlem (NL)                                                       | B-status |            |
| CIWL 4750                                       | –                  | Slaaprijtuig                                                         | 1964; Fiat, Torino (I)                                                            | – |            |
| NS B 4118                                       | –                  | Plan W                                                               | 1966; Werkspoor, Utrecht (NL)                                                     | B-status |            |
| NS Bvk 6908                                     | –                  | DDM-1; Dubbeldekker; Stuurstandrijtuig; Naam: Olifant                | 1985; Talbot, Aken (D)                                                            | – |            |
| NS ABv 6618                                     | –                  | DDM-1; Dubbeldekker                                                  | 1985; Talbot, Aken (D)                                                            | – |            |
| NS ABv 7576                                     | -                  | DD-AR; Dubbeldekker                                                  | 1993; Talbot, Aken (D)                                                            | – |            |
| NS Bs 28 101                                    | –                  | Stuurstandrijtuig Benelux                                            | 1986; Talbot, Aken (D)                                                            | – |            |
| Bagagewagens, goederenwagens en dienstmaterieel |                    |                                                                      |                                                                                   | |            |
| SS D6; NS Dg 2162                               | –                  | Begeleidingswagen                                                    | 1866; Damlust, Utrecht (NL)                                                       | – |            |
| SS D 488; NS D 4088                             | –                  | Bagagewagen; Bijnaam: Zwarte Roemeen                                 | 1914; Werkspoor, Amsterdam (NL)                                                   | A-status |            |
| HSM D 1920; NS D 6019                           | –                  | Bagagewagen                                                          | 1914; Hannoversche Waggonfabrik, Hannover (D)                                     | A-status |            |
| NS D 7521                                       | –                  | Bagagerijtuig; Stalen D                                              | 1931; Beijnes, Haarlem (NL)                                                       | A-status |            |
| NS Dg 2696                                      | –                  | Begeleidingswagen                                                    | 1958; Noord-Nederlandsche Machinefabriek, Winschoten (NL)                         | B-status. In bruikleen bij Stichting De Locomotor                                                                                                 |            |
| NTM G1                                          | –                  | Open wagen, paardentram                                              | 1880; Beijnes, Haarlem (NL)                                                       | A-status |            |
| NTM Dk2                                         | –                  | Open wagen, paardentram                                              | 1881; Beijnes, Haarlem (NL)                                                       | A-status |            |
| NTM K9                                          | –                  | Koppelwagen, stoomtram                                               | 1916; Werkspoor, Utrecht (NL)                                                     | A-status. In bruikleen bij SHM |            |
| SS 3517 FO; NS 70046 FU                         | –                  | Veewagen                                                             | 1864; Damlust, Utrecht (NL)                                                       | A-status |            |
| SS                                              | –                  | Gesloten goederenwagen                                               | 1871                                                                              | Wagenbak tot 2017 gebruikt als schuurtje in boomgaard te Andelst.                                                                                 |            |
| HSM 29045 GMW; NS 174545                        | –                  | Dwarsliggerwagen                                                     | 1911; Centrale Werkplaats, Haarlem (NL)                                           | B-status |            |
| HSM 33208; NS CHD 9807                          | –                  | Gesloten goederenwagen                                               | 1916; Van der Zypen & Charlier, Keulen (D)                                        | A-status |            |
| SM 10402; NS 515615 P                           | –                  | Ketelwagen                                                           | 1919; Waggonfabrik Uerdingen (D)                                                  | C-status |            |
| NS 59221 GTMK                                   | –                  | Open goederenwagen; Kolenwagen                                       | 1929; Westwaggon, Keulen (D)                                                      | A-status |            |
| NS 87583 LWGK                                   | –                  | Rongenwagen                                                          | 1930; Werkspoor, Utrecht (NL)                                                     | C-status |            |
| NS 87915 LWR                                    | –                  | Rongenwagen                                                          | 1947; Beijnes, Haarlem (NL)                                                       | C-status |            |
| NS 65248 GTUW                                   | –                  | Open goederenwagen                                                   | 1949; Werkspoor, Utrecht (NL)                                                     | A-status |            |
| NS 463 GW                                       | –                  | Open goederenwagen                                                   | 1949; Werkspoor, Utrecht (NL)                                                     | A-status |            |
| NS 99625 Ucs                                    | –                  | Bollenwagen, Silowagen                                               | 1961; Talbot, Aken (D)                                                            | B-status |            |
| NS Gs, GBs en S-CHR                             | –                  | Gesloten goederenwagens (6 stuks)                                    | 1956-'63; Werkspoor, Utrecht (NL)                                                 | C-status |            |
| NS Hbis, Hbis-w en HbiSS                        | –                  | Schuifwandwagens (5 stuks)                                           | 1963-'72; Werkspoor, Utrecht (NL) en Talbot, Aken (D)                             | – |            |
| NS 242 2 043 HbbkkSS                            | –                  | Postwagen                                                            | 1978; Talbot, Aken (D)                                                            | B-status |            |
| NS 566 9 025 P Tads                             | –                  | Zelflosser VAM                                                       | 1966; Werkspoor, Utrecht (NL)                                                     | In bruikleen bij STAR |            |
| NS 980 1 980 Ibces                              | –                  | Koelwagen                                                            | 1966; Talbot, Aken (D)                                                            | In bruikleen bij STAR |            |
| NS 974 1 503                                    | –                  | Spoorwegongevallenkraan                                              | 1956 (ombouw); Deutsche Reichsbahn (D)                                            | In bruikleen bij STAR |            |
| NS 944 1 516 / 482A                             | –                  | Giekwagen bij spoorkraan                                             | 1966; Werkspoor, Utrecht (NL)                                                     | In bruikleen bij STAR |            |
| Van Gend & Loos                                 | –                  | Chevy vrachtauto                                                     | 1929; Chevrolet, Utah (VS)                                                        | – |            |
| NS, Strukton                                    | –                  | Unimog bovenleidingmontageauto                                       | 1975; Mercedes-Benz (D)                                                           | – |            |
| NS                                              | –                  | Fietsdraisine                                                        | –                                                                                 | – |            |
| NS                                              | –                  | Handwieldraisine                                                     | –                                                                                 | – |            |
| NS                                              | –                  | Hollanderdraisine                                                    | –                                                                                 | – |            |
| NS                                              | –                  | Pompdraisine                                                         | –                                                                                 | – |            |
| NS                                              | –                  | Motordraisine                                                        | –                                                                                 | – |            |
| NS                                              | –                  | Pomplorrie                                                           | –                                                                                 | – |            |
| NS                                              | –                  | Diplorrie                                                            | –                                                                                 | – |            |

### Trammaterieel
Al vanaf de jaren vijftig werden er diverse trams in de collectie opgenomen. Deze stonden ook in het museum opgesteld. Omdat Het Spoorwegmuseum zich tegenwoordig concentreert op de spoorwegen is inmiddels een groot deel van de trams overgedragen aan de diverse museumtramorganisaties in Nederland. Al in de jaren negentig gingen de Amsterdamse, Haagse en Rotterdamse trams, die voorheen (deels in bruikleen) in het Maliebaanstation verbleven, terug naar hun plaatsen van herkomst. Dit betrof de GVB 144; HTM 830, 756, 1227 en RETM 1, 11, 86, 119, 284, 327, 296 en 514.
In april 2009 werden dertien trams, die al in bruikleen elders verbleven, officieel overgedragen. Dit betrof:
- RTM Ouddorp: RTM 57, M67, RTM B 364, RTM AB 417, RTM 458 en RTM 635.
- Nationaal Smalspoormuseum: Stoomtramlocomotief ZE 7 (607 Vrijland).
- Tramweg-Stichting: NBM 23 en NBM 28.
- Rijssens Leemspoor: Jung 6632.
- NZH Haarlem: NZH A14, NZH BY 2 en NZH A 37.

In de jaren zeventig hebben ook de LTM 610 (HTM 90) en trolleybus GVA 139 enige tijd in het spoorwegmuseum gestaan.
De oudste nog bestaande tramlocomotief, RSTM 2, is sinds 1 juli 2017 in bruikleen bij de SHM. Koppelwagen NTM K9 verblijft al langer bij de SHM.
Bij Het Spoorwegmuseum zijn nu nog aanwezig: paardentramrijtuig STM 16 en de goederenwagens NTM G1 en Dk2.

### Koninklijke rijtuigen
Met een bijdrage van de BankGiro Loterij in 2009 kon Het Spoorwegmuseum een replica gaan bouwen van de Sr 1, een koninklijk rijtuig uit 1864. Het werk werd uitgevoerd door de Firma Kloosterboer en het is sinds april 2010 in het museum te bezichtigen. De keuze is op de Sr 1 gevallen omdat van dit rijtuig de meeste tekeningen en gegevens bewaard zijn gebleven. Het oorspronkelijke rijtuig werd gebouwd door de HIJSM voor koningin-moeder Anna Paulowna. Tot in de jaren tachtig van de negentiende eeuw werd het regelmatig gebruikt door haar zwager Prins Frederik. De huidige replica geeft het rijtuig weer zoals het eruitzag na de verbouwing van 1884. De enige en oudste nog bestaande koninklijke rijtuigen die in Het Spoorwegmuseum staan zijn de rijtuigen Sr 8 en Sr 9 van Juliana en Bernhard uit de jaren vijftig.

## Tijdelijke tentoonstellingen

### Royal Class, vorstelijk reizen (2010)
Woensdag 14 april 2010 opende koningin Beatrix de tentoonstelling 'Royal Class, vorstelijk reizen' in Het Spoorwegmuseum. Zij bracht haar koninklijke rijtuig (Sr 10) om de tentoonstelling compleet te maken. De tentoonstelling die van 15 april t/m 5 september 2010 te bezoeken was liet onder andere 10 koninklijke rijtuigen zien. Naast de al in het museum aanwezige rijtuigen Sr 8 en Sr 9, is speciaal voor dit museum een replica gebouwd van het Salonrijtuig HSM Sr 1 van Koningin Anna Paulowna.

### Sporen naar het front (2013)
In het kader van 300 jaar Vrede van Utrecht organiseerde het museum van 30 maart tot 1 september 2013 de tentoonstelling Sporen naar het front. Hier wordt de invloed van de spoorwegen getoond op de manier van oorlog voeren en hoe de verschillende treinen werden ingezet bij gewapende conflicten. De trein bood logistieke voordelen, met name als het ging om het transporteren van soldaten, materieel, voedsel en paarden naar de frontlinies. De expositie omvat een groot aantal internationale bruiklenen, waaronder oorlogslocomotieven, leger- en pantsertreinen. Het grootste stuk in bruikleen is een Britse 18-inch houwitser, de L1 Houwitser. Het stuk werd gebouwd tijdens de Eerste Wereldoorlog, maar kwam te laat gereed om een rol te spelen. Het stuk heeft, behalve voor de beproeving, nooit een granaat afgevuurd.

### Iconen van het spoor (2014)

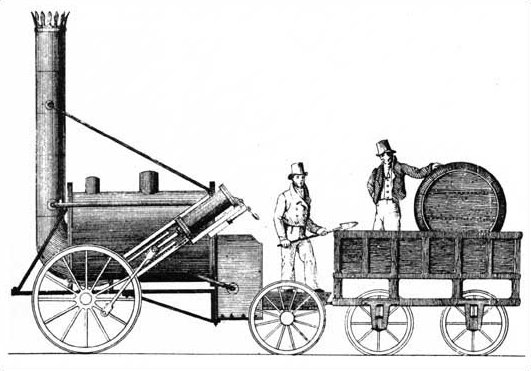
Tekening van de 'Rocket' van Stephenson.

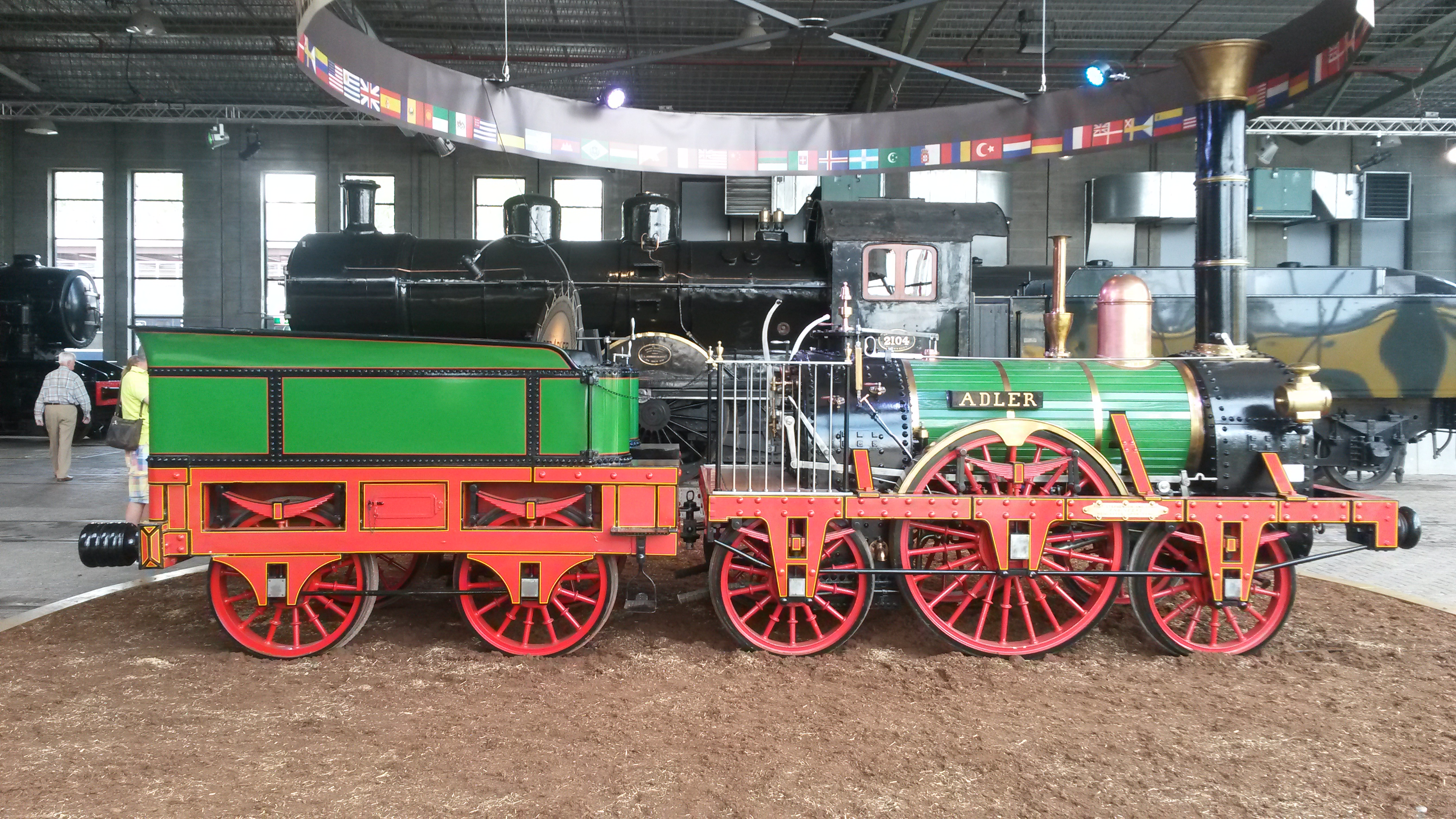
Replica van Duitsland's eerste stoomlocomotief 'Der Adler' uit 1835 tentoongesteld in Het Spoorwegmuseum.

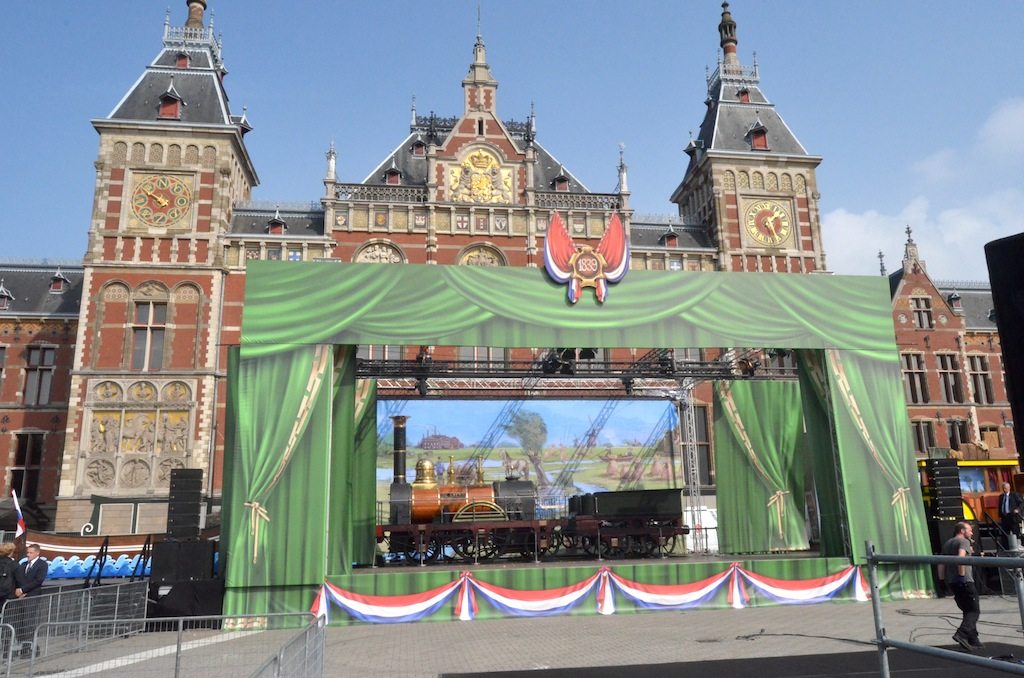
Locomotief 'De Arend' opgesteld voor het Centraal Station te Amsterdam i.v.m. het 175-jarig spoorjubileum.

In 2014 concentreerde de viering van het 175-jarige bestaan zich in de zomer rond Het Spoorwegmuseum, waar een aantal bijzondere locomotieven uit de begintijd van de spoorwegen uit diverse Europese landen naar Nederland kwamen in het kader van de tentoonstelling 'Iconen van het spoor'.
De oudste stoomlocomotieven uit Europa waren in de tentoonstelling te zien. Er kwamen bruiklenen uit Duitsland, Engeland, Frankrijk en Zweden. De tentoonstelling was open van 21 juli t/m 21 september 2014.
Drie van de historische iconen die meededen aan de 'Rainhill Trials' in 1829 tussen Liverpool en Manchester waren te zien in Het Spoorwegmuseum:
- de 'Rocket' (model, eigen collectie);
- de 'Novelty' (Swedish Railway Museum, Gävle, Zweden);
- de 'Sans Pareil' (NRM Shildon, Engeland).

Daarnaast kwam Duitsland's eerste stoomlocomotief 'Der Adler' (uit 1835) en de Franse pronkstukken 'Marc Seguin' (1829) en 'Crampton no. 80' (1852). Uit Engeland komt het grootste icoon van de spoorwegen: de 'Catch me who can'. Uit Engeland komt ten slotte ook de 'Agenoria', een locomotief uit 1829 die 35 jaar dienstdeed op het spoorlijntje van de Shutt End Mijn in Kingswinford.
Naast de tentoonstelling 'Iconen van het spoor', was er gelijktijdig een tentoonstelling over F.W. Conrad.
De aandacht voor het 175-jarige spoorwegjubileum en andere activiteiten in het museum leverden in 2014 een record-aantal bezoekers op. Voor het eerst in zijn bestaan bezochten in een jaar meer dan 400.000 mensen Het Spoorwegmuseum; een stijging van 11% vergeleken met 2013. In de jaren daarna bleef het aantal bezoekers stijgen. In 2017 waren er 444.000 bezoekers.

### Tosti's Truffels Treinen (2020)
Tentoonstelling over alles over eten en drinken op het spoor met diverse rijtuigen uit binnen- en buitenland. Onderdeel van de tentoonstelling zijn de volgende rijtuigen:
- Restauratierijtuig uit 1911 uit de Oriënt Express;
- Restauratierijtuig Plan D uit 1951; dit rijtuig RD 7659 werd speciaal hiervoor gerestaureerd;
- Chique Pullman-rijtuig uit 1927; in bruikleen van de ZLSM;
- Restauratierijtuig uit 1965 voor de Trans Europ Express;
- Mitroparijtuig van 1961 uit van de Deutsche Reichsbahn uit de DDR; in bruikleen van de VSM;
- Modern i10 Resto-rijtuig uit België;
- Belgische rijdende Bar-Disco uit 2002;
- Restauratierijtuig voor de Rheingold uit 1962;
- Duitse panoramawagen uit 1962;
- Rijtuig C218 van de Staatsspoorwegen uit 1874.

## Vrienden van Het Spoorwegmuseum
Op 26 mei 1970 werd de Vereniging Vrienden van het Nederlands Spoorwegmuseum opgericht. Deze vriendenvereniging stelt het museum o.a. in staat om aankopen voor de collectie te kunnen doen. Ook wordt restauratie van spoorwegmaterieel gefinancierd. Daarnaast adviseert zij de directie in het te voeren beleid.